# DeWanda Wise
DeWanda Wise, född Jackson den 30 maj 1984 i Jessup i Maryland, är en amerikansk skådespelerska. Hon är bland annat känd för att spela rollen som Nola Darling i Spike Lees Netflix-serie She's Gotta Have It, som är baserad på Lees långfilm med samma namn. Hon har också spelat rollen som Erin Kennedy i Jennifer Kaytin Robinsons film Someone Great, som hade premiär på Netflix i april 2019.
Wise är sedan år 2009 gift med skådespelaren Alano Miller, som hon bor tillsammans med i Pasadena, Kalifornien. Hon är dessutom vegan sedan många år tillbaka.

## Filmografi (i urval)

### Filmer
- 2009 – Precious
- 2019 – Someone Great
- 2021 – Fatherhood
- 2021 – The Harder They Fall
- 2022 – Jurassic World Dominion

### TV-serier
- 2007 – Law & Order: Criminal Intent (TV-serie)
- 2008 – One Life to Live (TV-serie)
- 2009 – The Unusuals (TV-serie)
- 2011 – The Good Wife (TV-serie)
- 2011 – Law & Order: Special Victims Unit (TV-serie)
- 2011 – Boardwalk Empire (TV-serie)
- 2014 – The Mentalist (TV-serie)
- 2017 – Underground (TV-serie)
- 2017 – Shots Fired (TV-serie)
- 2017–2019 – She's Gotta Have It (TV-serie)
- 2019 – The Twilight Zone (TV-serie)
- 2021 – Invasion (TV-serie)